# 毕鸣岐旧居 (大理道)
毕鸣岐旧居是原中华人民共和国全国人大代表、中华人民共和国全国工商联副主任委员、中国民主建国会中央委员会常务委员、天津市副市长、天津市工商联主任委员、民主建国会天津市委员会副主任委员、民族资本家毕鸣岐在天津天津英租界科伦坡道的故居，始建于1930年，坐落于原天津英租界科伦坡道（Colombo Road）（今和平区大理道63号），该建筑现为一般保护等级历史风貌建筑。

## 内部链接
- 毕鸣岐旧居 (常德道)